# Джентльмен на льду
Джентльмен на льду — хоккейный приз, учреждённый в 2002 году компанией «Глобал спорт консалтинг». Вручается хоккеисту, продемонстрировавшему высокий уровень мастерства в сочетании с джентльменским поведением на площадке.

## Положение о призе
1. Приз «Джентльмен на льду» учреждается агентством «Глобал Спорт Консалтинг».
2. Приз «Джентльмен на льду» — памятный приз, который вручается игрокам команды Суперлиги ПХЛ, продемонстрировавшие высокий уровень мастерства в сочетании с джентльменским поведением на площадке.
3. Лауреат Приза определяется учредителем для двух игроков: защитника и нападающего, по следующим критериям:
  - наибольшее количество очков по системе «гол+пас»;
  - высший показатель полезности «+/-»;
  - наименьшее количество штрафных минут;
  - отсутствие больших, дисциплинарных и матч-штрафов;
  - должен провести не менее половины игр за свою команду в Чемпионате России.
4. Приз вручается ежегодно на торжественной церемонии, посвященной подведению итогов хоккейного сезона, официальными представителями агентства «Глобал Спорт Консалтинг».
5. Лауреат награждается памятным призом, передаваемым на постоянное хранение.
6. Использование Приза, его названия, изображения в рекламной и иной коммерческой деятельности возможно после заключения соответствующего договора с агентством «Глобал Спорт Консалтинг».
7. Изменения и дополнения к настоящему Положению делаются агентством «Глобал Спорт Консалтинг» по представлению Профессиональной хоккейной лиги.

## Все обладатели
| Сезон     | Игрок                              | Клуб                            |
| --------- | ---------------------------------- | ------------------------------- |
| 2017/2018 | Егор Мартынов Никита Гусев         | «Авангард» СКА                  |
| 2016/2017 | Антон Белов Сергей Мозякин         | СКА «Металлург» Мг              |
| 2015/2016 | Стаффан Кронвалль Сергей Мозякин   | «Локомотив» «Металлург» Мг      |
| 2014/2015 | Виктор Антипин Евгений Дадонов     | «Металлург» Мг СКА              |
| 2013/2014 | Сергей Мозякин Мэт Робинсон        | «Металлург» Мг «Динамо» Рига    |
| 2012/2013 | Кевин Даллмэн Сергей Мозякин       | СКА «Металлург» Мг              |
| 2011/2012 | Кришьянис Редлихс Тони Мортенссон  | «Динамо» Рига СКА               |
| 2010/2011 | Виталий Новопашин Сергей Мозякин   | «Барыс» «Атлант»                |
| 2009/2010 | Руслан Хасаншин Сергей Жуков       | «Амур» «Локомотив»              |
| 2008/2009 | Сергей Мозякин Андрей Первышин     | «Атлант» «Ак Барс»              |
| 2007/2008 | Виталий Ячменёв Игорь Щадилов      | «Динамо» Москва «Салават Юлаев» |
| 2006/2007 | Сергей Мозякин Алексей Васильев    | «Химик» МО «Локомотив»          |
| 2005/2006 | Руслан Нуртдинов Дмитрий Красоткин | «Металлург» Мг «Локомотив»      |
| 2004/2005 | Алексей Тертышный Николай Сёмин    | «Металлург» Мг ЦСКА             |
| 2003/2004 | Александр Корешков Сергей Жуков    | «Металлург» Мг «Локомотив»      |
| 2002/2003 | Вадим Епанчинцев                   | «Северсталь»                    |
| 2001/2002 | Дмитрий Квартальнов                | «Ак Барс»                       |